# شين ميغامي تينسي 4
شين ميغامي تينسي 4 (بالإنجليزية: Shin Megami Tensei IV)‏ هي لعبة فيديو عن نهاية العالم وما بعدها يابانية تم إنتاجها في سنة 2013 وقد تم تطويرها من قبل شركة أتلس لأجهزة نينتندو 3دي أس وهي الإصدار الخامس لسلسلة ألعاب ميغامي تينسي وقد تم إطلاق لعبة شين ميغامي تينسي 4: أبوكاليبس وهي نسخة مطورة منها.